# Scalabrinitherium
Scalabrinitherium è un genere estinto di mammiferi litopterni, appartenente ai macraucheniidi. Visse nel Miocene superiore (circa 10 - 8 milioni di anni fa) e i suoi resti fossili sono stati ritrovati in Sudamerica.

## Descrizione
Questo animale era piuttosto simile a un lama dalle forme leggermente pesanti; il cranio era lungo e basso, i denti anteriori leggermente spatolati e l'apertura nasale molto arretrata. È possibile che vi fosse un forte labbro prensile o una corta proboscide. L'altezza di questo animale doveva superare i due metri; gli arti erano snelli ma relativamente pesanti, a tre dita.

## Classificazione
Il primo a descrivere i fossili di questo animale fu Bravard, che nel 1858 attribuì i fossili a una presunta specie sudamericana del perissodattilo Palaeotherium (P. paranense). Fu il paleontologo argentino Florentino Ameghino, nel 1883, a riconoscere per questa specie il genere Scalabrinitherium, descrivendo anche la nuova specie S. bravardi nella fauna di Entre Rios (Miocene terminale). Successivamente (1885) lo stesso studioso descrisse un'ulteriore specie (S. rothii).
Scalabrinitherium era un rappresentante piuttosto evoluto dei macrauchenidi, un gruppo di litopterni dall'aspetto simile a quello dei camelidi. Derivato probabilmente da forme del Miocene inferiore come Cramauchenia e Theosodon, questo animale diede probabilmente origine ai grandi macrauchenidi del Pliocene e del Pleistocene, come Macrauchenia e Xenorhinotherium.